# 노화중학교
노화중학교(蘆花中學校)는 대한민국 전라남도 완도군 노화읍 이포리에 있는 공립 중학교이다.

## 학교 연혁
- 1968년 3월 25일 : 개교
- 1968년 5월 10일 : 초대 김찬현 교장 부임
- 1985년 3월 6일 : 넙도초등학교, 노화중학교넙도분교장 개교
- 2025년 1월 10일 : 제55회 졸업(본교 36명, 분교 0명) (졸업생 총수 9,899명)
- 2025년 3월 1일 : 제30대 장영규 교장 부임
- 2025년 3월 4일 : 2025학년도 신입생 43명 입학

## 참고 자료
- 노화중학교 - 한국교육학술정보원 학교알리미